# Typus (Goethe)
Typus (lateinisch) kommt vom altgriechisch τύπος týpos, deutsch ‚Gestalt‘ und bedeutet wörtlich ‚Schlag‘ bzw. ‚Gepräge‘. Schon der griechische Philosoph Platon sprach von Archetypus (von altgriechisch ἀρχέτυπον archétypon, deutsch ‚Urbild, Original‘).

## Der Begriff Typus bei Goethe
Typus war bei Johann Wolfgang von Goethe ein Begriff seiner Naturanschauung, wonach er zum Urbild oder dem „Urphänomen“ seiner Beobachtungen vordringen wollte. Er suchte nach Gesetzmäßigkeiten in der Anatomie und der Pflanzenwelt. Es war somit ein Kernbegriff seiner naturphilosophischen Anschauungen. Die Idee ist allerdings keine, die von Goethe allein ausgegangen war. Da ist insbesondere an Georges-Louis Leclerc, Comte de Buffon und auch an Carl von Linné zu denken.
In seinem Gedicht Die Metamorphose der Pflanzen brachte Goethe es auf den Punkt:

„Alle Gestalten sind ähnlich, und keine gleichet der andern,
 Und so deutet das Chor auf ein geheimes Gesetz.“

Es ist ein zentraler Begriff von Goethes Metamorphosenlehre. Wichtig ist hierbei seine 1790 erschienenes Werk Versuch die Metamorphose der Pflanzen zu erklären. Goethe bezeichnet damit das arttypische ideelle Urbild, die archetypische begriffliche Urgestalt, die als Entelechie in jeder Pflanzen - oder Tierart gestaltend wirkt. Bei der Idee des Typus bei Goethe hatte seine 1784 gemachte Entdeckung des Zwischenkieferknochens, mit der er die Gemeinsamkeiten von Mensch und Tier beweisen wollte, grundlegende Bedeutung. Goethe schrieb die 84-seitige Abhandlung Über den Zwischenkieferknochen der Menschen und der Tiere.
Goethe schrieb auch ein Gedicht Typus.

## Goethes Begriff des Typus bei Alexander von Humboldt
Goethe beeinflusste damit die naturphilosophische Anschauung Alexander von Humboldts stark, aber auch die von dessen Bruder Wilhelm von Humboldt.
1794/95 stand Goethe mit den Gebrüdern Humboldt im regen Gedankenaustausch. So schrieb Goethe:

„So benutzte ich die viele Zeit, bis im Jahre 1795 [sic!] die Gebrüder Humboldt, die mir schon oft als Dioskuren auf meinem Lebenswege geleuchtet, einen längeren Aufenthalt in Jena beliebten. Auch bei dieser Gelegenheit strömte der Mund über, wovon das Herz voll war, und ich trug die Angelegenheit meines Typus so oft und zudringlich vor, daß man beinahe ungeduldig zuletzt, verlangte, ich solle das in Schriften verfassen, was mir in Geist, Sinn und Gedächtnis so lebendig vorschwebte.“

 Im Rückgriff auf Goethe weist Wilhelm von Humboldt dem Typus in der „vergleichenden Anthropologie“ eine der Sprachwissenschaft analoge Funktion zu. Alexander von Humboldt wiederum war nach Adolf Meyer-Abichs Ansicht der Vollender der Morphologie Goethes. Der Titel einer Abhandlung Meyer-Abichs lässt daran keinen Zweifel. Der Gedanke der Pflanzen- und Tiermorphologie fand jedenfalls Eingang in Alexander von Humboldts Kosmos. Einen stichhaltigen Beleg brachte Meyer-Abich hierfür allerdings nicht bei. Humboldt wollte zudem eine die gesamte Erde umfassende Geographie der Pflanzen schaffen. Dieses Lebensprojekt blieb unvollendet, scheiterte.
Goethes Begriff des Typus ist von Immanuel Kants Vernunftphilosophie beeinflusst, allerdings ohne ihr vollends zu folgen.

## Goethes Begriff des Typus bei deutschen Geschichtsdenkern
Der Begriff fand unter anderem bei Jacob Burckhardt in die Geschichtsphilosophie Eingang, der wiederum für ihn zu einem Anknüpfungspunkt wurde. Bei Georg Voigt war es ebenso. Schon sein Widmungsvers aus der Die Metamorphose der Pflanzen in der 1859 erschienenen Erstauflage der „Die Wiederbelebung des classischen Alterthums oder das erste Jahrhundert des Humanismus“ ist hierin mehr als eindeutig.